# 刚果共和国国旗
刚果共和国国旗于1958年8月18日开始使用，1970年1月2日废止，1991年6月10日再次确立为国旗。
刚果共和国国旗采用绿黄红三色（泛非颜色）。旗面左上角为绿色三角形，右下角为红色三角形，中间自左下角至右上角贯穿一条黄色色条。绿色象征该国丰富的森林资源和对未来的希望，黄色象征着财富，红色代表独立、热情和尊严。

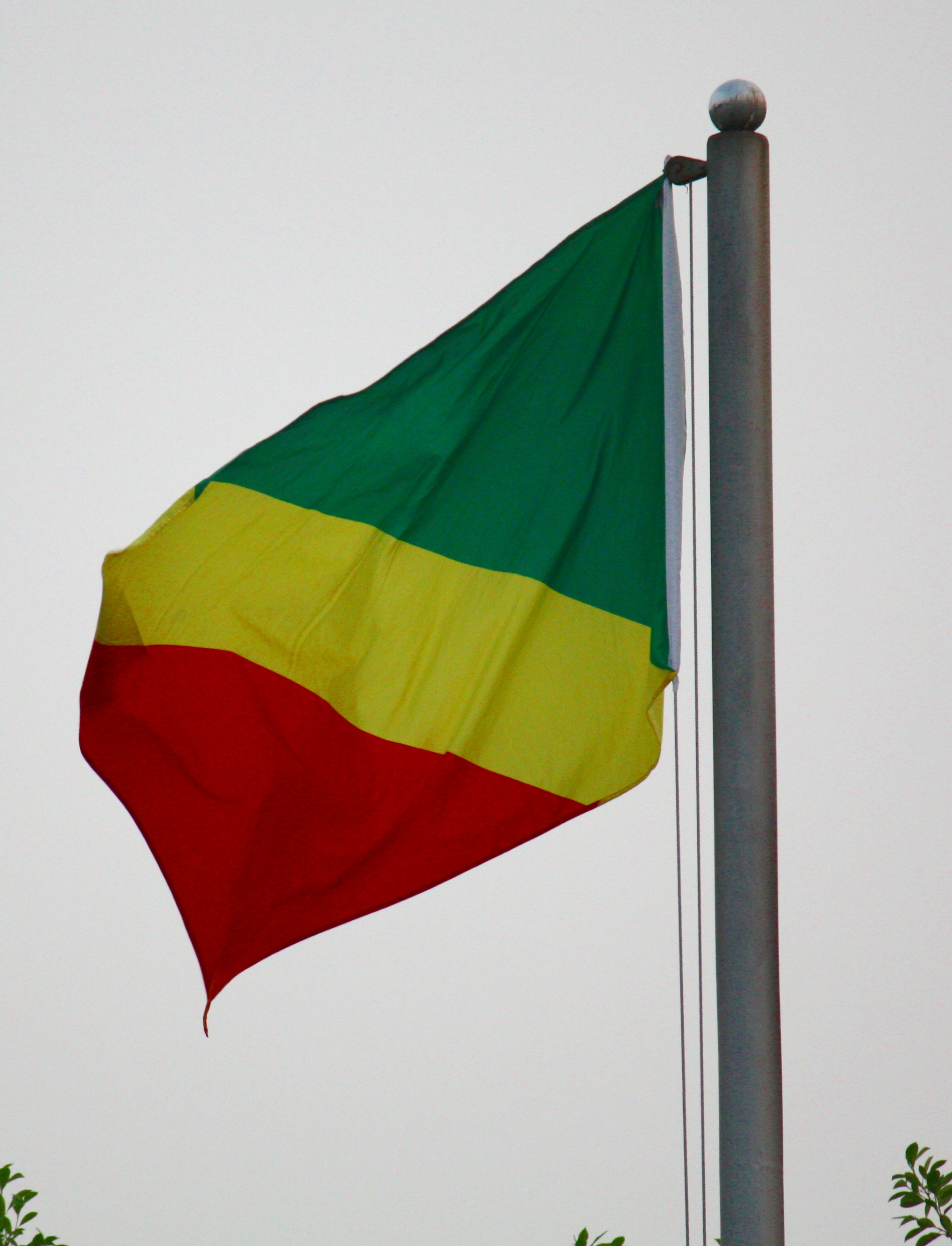
飘扬在中华人民共和国深圳第26届大运会赛场的刚果共和国国旗

## 歷代國旗
在法国殖民统治对法属刚果的统治下，当局禁止殖民地使用自己的国旗。这是因为他们担心这会增加民族主义情绪，导致独立的呼声愈大。  然而，随着非洲非殖民化运动的兴起，法国人不得不在法语圈国家内给予刚果作为自治共和国有限的自治权。这是在1958年11月28日举行全民公决后批准的，9个月后立法议会开始审议国旗。
新国旗于1959年9月15日正式通过，1960年8月15日，法属刚果改制成为独立国家时保持不变。它被悬挂在原法国高级专员公署的大楼顶部，以纪念独立宣言。  1968年，该国发生了政变，一年后新政府宣布成立刚果人民共和国，成为非洲第一个奉行马克思列宁主义的社会主义国家。 为了象征革命的变革，这个政权建立之后并选择了一面新国旗。 国徽 （页面存档备份，存于）
1970年至1991年间的刚果人民共和国国旗，为一面苏联风格旗帜。旗面为红色，其左上角用上黄色五角星、棕榈叶、锤子和锄头组成的图案。
红色旗面和黄色五角星象征社会主义，锤子代表工人，锄头代表农民，绿色棕榈叶象征和平。 
红旗一直保持到1991年，因为1989年失败的经济改革问题和因苏东剧变削弱的统治阶层权力最终导致刚果人民共和国的崩溃。  监督向政府民主过渡的全国会议于1991年6月10日恢复了1959年以来的原有国旗。
2000年版《刚果共和国宪法》第5条对国旗的颜色和形状作出了明确规定。

### 殖民地时期
- 刚果王国国王阿方索一世所用之旗帜
1509年-1542年末或1543年
- 刚果王国
1863年－1914年
- 法属刚果
1880年-1908年
- 法屬赤道非洲
1908年-1958年
- 法屬赤道非洲
1958年-1959年

### 共和国时期
- 刚果共和国
1959年-1970年
- 刚果人民共和国
1970年-1991年
- 刚果共和国
1991年-至今

## 其他旗幟
- 刚果人民共和国国家人民军军旗
1969年-1992年
- 刚果共和国武装部队旗帜
1991年-至今

1. ↑  Smith, Whitney. . . Encyclopædia Britannica, Inc.   [1 June 2013]. （原始内容存档于2013-10-29）.
2. 1 2 3  Smith, Whitney. . . Encyclopædia Britannica, Inc.   [1 June 2013]. （原始内容存档于2013-06-15）.
3. ↑  . Saskatoon Star-Phoenix. Reuters. 16 August 1960  [1 June 2013]. （原始内容存档于2021-10-23）.
4. 1 2  . Lonely Planet.   [1 June 2013]. （原始内容存档于2016-03-04）.
5. ↑  . The Milwaukee Journal. Associated Press. 31 December 1969  [1 June 2013]. （原始内容存档于2022-08-07）.
6. ↑  Kindersley, Dorling. . Dorling Kindersley Ltd. 3 November 2008: 93  [1 June 2013]. ISBN 9781405338615. （原始内容存档于2021-10-23）.
7. ↑  Shaw, Carol P. . HarperCollins UK. 2004: 70  [1 June 2013]. ISBN 9780007165261. （原始内容存档于2021-10-23）.
8. ↑  Clark, John F. . Scarecrow Press. 2012: 112  [1 June 2013]. ISBN 9780810849198. （原始内容存档于2020-08-19）.
9. ↑  . Refworld. 20 January 2002  [9 June 2013]. （原始内容存档于2018-01-31）.